# Entosthodon pertenella
Entosthodon pertenella är en bladmossart som beskrevs av Kis 1984. Entosthodon pertenella ingår i släktet koppmossor, och familjen Funariaceae. Inga underarter finns listade i Catalogue of Life.